# Else Peerenboom-Missong

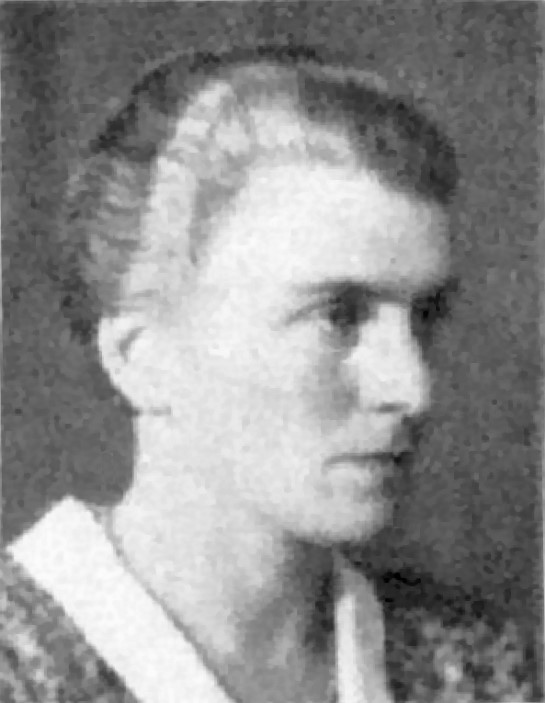
Else Peerenboom-Missong

Else Peerenboom-Missong, geb. Peerenboom, (* 13. Oktober 1893 in Brauna; † 31. August 1958 in Köln) war eine deutsche Volkswirtin und Politikerin (Zentrum, später CDU).

## Leben und Beruf
Else Peerenboom wurde in Brauna (Sachsen) als Tochter des aus Grieth am Niederrhein gebürtigen Oberförsters Johann Alexander Peerenboom und der Maria Dillmann geboren. Nach dem Besuch der Volksschule und der Höheren Mädchenschule in Linz am Rhein ging sie für zweieinhalb Jahre auf das Pensionat der Schwestern vom „Sacre Cœur“ in Vaals (Niederlande), an dem sie die Sprachexamen in Französisch und Englisch sowie das Examen als private Sprachlehrerin bestand. Anschließend unterrichtete sie für zweieinhalb Jahre als Aushilfslehrerin an der Höheren Mädchenschule in Linz am Rhein. Sie holte 1917 das Abitur als Externe am Realgymnasium in Münster nach und nahm dann ein Studium der Neuen Sprachen sowie der Nationalökonomie an den Universitäten in Bonn, München und Freiburg im Breisgau auf, das sie 1921 mit der Promotion zum Dr. rer. pol. beendete.
Peerenboom trat im November 1921 in den Dienst des Deutschen Caritasverbandes (DCV) ein. Sie war bis 1925 zunächst als Referentin für Statistik und dann bis 1927 als Leiterin der Sozialen Frauenschule in der Zentrale des Verbandes in Freiburg im Breisgau tätig. Anschließend arbeitete sie kurzzeitig beim Volksverein für das katholische Deutschland in Mönchengladbach. Im Sommer 1928 wechselte sie in die Staatsdienst und übernahm als Regierungsrätin stellvertretend die Leitung des Wohlfahrtsdezernates im Regierungsbezirk Münster. Ende 1929 wechselte sie erneut ihre Tätigkeit und wurde als Referentin für Politische Bildung beim Zentralverband katholischer Frauen- und Müttervereine Deutschlands in Düsseldorf und Linz am Rhein beschäftigt.
Nach der Machtübernahme der Nationalsozialisten musste Peerenboom ihren Beruf aufgeben. Sie hielt sich seit 1933 mehrfach in Südamerika auf, gründete 1937 die Katholische Soziale Frauenschule in Montevideo und fungierte bis 1939 als deren Leiterin. 1941 heiratete sie den bereits im Ruhestand befindlichen Landesarbeitspräsidenten Anton Missong. Sie wurde während der Zeit des Nationalsozialismus von der Gestapo beobachtet und im Anschluss an das gescheiterte Attentat vom 20. Juli 1944 im Zuge der Aktion Gewitter kurzzeitig inhaftiert.
Peerenboom-Missong wurde 1946 kommissarische Leiterin des Landesjugendamtes in Koblenz. Nach ihrem Ausscheiden aus der aktiven Politik ging sie erneut nach Südamerika, gründete die Katholische Soziale Frauenschule in Caracas und übernahm 1947 deren Leitung. Sie kehrte 1949 nach Deutschland zurück und war seit 1951 Referentin in der Landesstelle für Auswanderungswesen in Bremen. Später arbeitete sie als Sozialreferentin an der Deutschen Botschaft in Rio de Janeiro. Aus gesundheitlichen Gründen kehrte sie 1954 endgültig nach Deutschland zurück. Am 31. August 1958 starb sie an den Folgen eines Herzinfarktes.

## Partei
Während der Zeit der Weimarer Republik war Peerenboom-Missong Mitglied der Zentrumspartei. Nach dem Zweiten Weltkrieg zählte sie zu den Gründern der CDP im Rheinland, aus der später der rheinland-pfälzische Landesverband der CDU hervorging. 1947 trat sie aus der Partei aus.

## Abgeordnete
Peerenboom-Missong gehörte von 1930 bis 1933 dem Reichstag an. 1932/33 vertrat sie im Parlament den Wahlkreis Koblenz-Trier. Nach 1945 war sie Ratsmitglied der Stadt Linz und Kreistagsmitglied des Kreises Neuwied. Seit 1946 war sie Mitglied der Beratenden Landesversammlung des Landes Rheinland-Pfalz. Aufgrund diverser kritischer Äußerungen zur französischen Besatzungsmachtspolitik musste sie ihr Mandat im Februar 1947 niederlegen. Für sie rückte Toni Hansen in die Beratende Landesversammlung nach.

## Veröffentlichungen (Auswahl)
- Gedanken zum Recht auf Arbeit, in: Die christliche Frau 27 (1929) 311-315.